# Distrikt Condormarca
Der Distrikt Condormarca liegt in der Provinz Bolívar in der Region La Libertad im Westen von Peru. Der Distrikt wurde am 20. November 1916 gegründet. Er besitzt eine Fläche von 323 km². Beim Zensus 2017 wurden 2119 Einwohner gezählt. Im Jahr 1993 lag die Einwohnerzahl bei 2526, im Jahr 2007 bei 2222. Die Distriktverwaltung befindet sich in der 2939 m hoch gelegenen Ortschaft Nuevo Condormarca mit 197 Einwohnern (Stand 2017). Nuevo Condormarca liegt 45 km südsüdöstlich der Provinzhauptstadt Bolívar.

## Geographische Lage
Der Distrikt Condormarca liegt am Ostufer des nach Norden strömenden Río Marañón im äußersten Süden der Provinz Bolívar. Dessen rechter Nebenfluss Río Lavasen begrenzt den Distrikt im Süden. Entlang der östlichen Distriktgrenze verläuft die peruanische Zentralkordillere mit der Wasserscheide zum weiter östlich gelegenen Einzugsgebiet des Río Huallaga.
Der Distrikt Condormarca grenzt im Westen an den Distrikt Sartimbamba (Provinz Sánchez Carrión), im Norden an den Distrikt Bambamarca, im Osten an den Distrikt Huicungo (Provinz Mariscal Cáceres) sowie im Süden an den Distrikt Pataz (Provinz Pataz).